# BMW 329
La BMW 329 est un modèle d'automobile du constructeur allemand BMW construite entre 1936 et 1937.

## Historique
À partir de 1936, la BMW 329 n’était disponible qu’en version cabriolet en complément bon marché de la berline de tourisme BMW 326. 1 011 véhicules ont été construits sous forme de cabriolets BMW quatre places, 42 biplaces avec la désignation cabriolets Drauz, des biplaces qui étaient construits à l’usine Drauz à Heilbronn, et 126 autres unités ont été construites sur mesure. Au total, 1 179 unités ont été fabriquées.
| Chiffres de production | Année | 1936 | 1937 | Total |
| ---------------------- | ----- | ---- | ---- | ----- |
| BMW 329                |       | 621  | 558  | 1.179 |

En février 1937, BMW expose un cabriolet Drauz avec une sellerie en cuir de vachette au Salon de l'automobile de Francfort. Le prix du cabriolet «329» quatre places était donné comme 4 950 Reichsmark en avril 1937. Le modèle 320 a remplacé la 329 dès 1937.

## Technologie
La voiture correspondait à la BMW 319 avec son moteur six cylindres en ligne d’une cylindrée de 1 911 cm³ et 45 ch (33 kW) à 3 750 tr/min, mais elle avait l’avant de la 326 moderne et plus grande.